# L'Harmonia
L'Harmonia és un casal renaixentista de l'Hospitalet de Llobregat (Barcelonès), declarat bé cultural d'interès nacional.

## Descripció
Gran casal de planta quadrangular amb teulada a quatre vessants. La façana principal marca la jerarquia de les tres plantes a l'interior, pròpia de les cases senyorials renaixentistes. A la planta baixa s'obre una gran porta d'arc de mig punt adovellat, al centre, i una finestra quadrangular per banda. Al primer pis, seguint l'eix de les obertures de la planta baixa, hi ha tres finestres; la del centre és doble i té decoració escultòrica a la llinda. Totes aquestes obertures estan emmarcades per un grans carreus de pedra. a les golfes hi ha una galeria de petita arcs de mig punt, fets de maó i amb el contorn motllurat. A l'angle esquerre de la façana hi ha una torrella de planta circular que dona a l'Harmonia un caire de casa forta.
El parament de l'edifici és de carreus petits, mal tallats, excepte els angles que són carreus de grans dimensions.

## Història
L'edifici anomenat l'Harmonia, al barri del Centre de l'Hospitalet, pertanyia a l'heretat de la Torre Blanca, esmentada des del segle xi, al costat de la qual, a finals del segle xii, apareix un petit hospital, l'hospital de la Torre Blanca dins de la parròquia de Provençana. Aquesta heretat, des del segle xiv, era dels Oliver, una de les famílies tradicionals més importants de l'Hospitalet. Al seu voltant de l'hospital es formà un petit nucli que el segle xv s'anomenava la Pobla de l'Hospitalet i que, amb el temps, esdevindria l'Hospitalet.
L'edifici anomenat l'Harmonia es va construir el 1595, possiblement en el lloc on havia estat la Torre Blanca. Aquest nom li ve donat perquè des del 1866 fins als anys 30 del segle xx, va aixoplugar una societat anomenada així. Actualment és l'Ateneu de Cultura Popular.